# Katarzyna Kociołek
Katarzyna Kociołek (11 de marzo de 1995) es una deportista polaca que compite en voleibol, en la modalidad de playa. Ganó una medalla de plata en el Campeonato Europeo de Vóley Playa de 2019, en el torneo femenino.

## Palmarés internacional
| Campeonato Europeo | Campeonato Europeo | Campeonato Europeo | Campeonato Europeo |
| Año                | Lugar              | Medalla            | Pareja             |
| ------------------ | ------------------ | ------------------ | ------------------ |
| 2019               | Moscú (Rusia)      | Medalla de plata   | Kinga Wojtasik     |